# Graphics Interchange Format
Pour les articles homonymes, voir GIF.
Ne doit pas être confondu avec Gifi, Gephi ou Giphy.
Le Graphics Interchange Format (littéralement « format d'échange d'images »), plus connu sous l'acronyme GIF (prononcé en français : [ ʒif], [gif] ou [dʒif]), est un format d'image numérique couramment utilisé sur Internet.

## Origine
Le format GIF a été mis au point en 1987 par le groupe CompuServe, dirigé par l'informaticien Steve Wilhite ,, pour permettre le téléchargement d'images en couleur. Ce format utilise l'algorithme de compression sans perte LZW, nettement plus efficace que l'algorithme RLE utilisé par la plupart des formats alors disponibles (PCX, ILBM puis BMP).

## Caractéristiques

### Couleurs
Une caractéristique particulière du GIF est le nombre de couleurs supportées : il permet une palette qui peut aller de 2 jusqu'à un maximum de 256 couleurs choisies dans une palette RVB 24-bits (16 777 216 nuances). Chaque pixel est donc représenté sur 8 bits au plus.
Le nombre maximal de couleurs présentes dans chaque calque d'une même image est donc restreint à 256 (le format GIF89a supportant plusieurs calques). L'usage d'une palette de 256 couleurs permettait l'affichage sans étape préalable de réduction du nombre de couleurs (par diffusion d'erreur) sur certaines cartes graphiques de l'époque, notamment la VGA qui, ayant elle-même jusqu'à un octet par pixel, est sortie la même année.

### Transparence
Le format GIF89a permet de spécifier une entrée transparente dans la palette. Cette fonctionnalité est utile lorsqu'une image non rectangulaire est intégrée à un document comme une page web : on peut voir le document à travers les pixels transparents. La transparence est toutefois binaire; il ne s'agit pas d'un canal alpha permettant plusieurs degrés d'opacité, comme le propose le format PNG.

### Chargement rapide
GIF propose un mode entrelacé permettant de commencer par transmettre quelques lignes d'une image, puis les lignes placées entre elles. Ce mode permet de donner plus rapidement un aperçu de l'image lorsque la transmission est lente.

### Animation

Un Gif animé, 8 images affichées chacune 1/10 s.

Le format GIF permet de stocker plusieurs images dans un seul fichier et de les afficher en succession. Il est donc possible de stocker des diaporamas et des animations dans un fichier GIF. Chaque image d'une animation peut avoir sa propre palette.
La deuxième version du format GIF, le GIF89a[réf. nécessaire], permet d'assigner une durée distincte à chaque image faisant partie du fichier.
Avec la transparence du GIF89a, il est possible de laisser l'image précédente visible à travers les pixels transparents de la nouvelle image affichée. En jouant sur cette fonction, sur les durées et sur l'utilisation de palettes différentes pour chaque image, on peut contourner la limite de 256 couleurs, mais en créant des fichiers de grande taille.
Il existe une multitude de logiciels d'animation permettant de sauvegarder en format GIF,, dont plusieurs sont gratuits. Si certains permettent surtout de modifier la vitesse de défilement des images, d'autres offrent de grandes possibilités pour diminuer beaucoup le poids des animations.
De nombreux logiciels de messagerie instantanée ou moteurs de sites, proposent de convertir automatiquement le format GIF animé en fichier mp4, cela permet de compresser davantage le fichier, mais fait perdre la transparence. C'est le cas du site Giphy par exemple.

### Compression
Le principe de compression consiste à simplifier le code des parties à rangées de pixels de même couleur. C'est pour cela que ce format est utilisé sur les images comportant un nombre plutôt limité de couleurs et sans dégradés, avec de préférence de grandes zones de couleur unie.
La limitation à 256 couleurs n'est pas gênante pour les logos, les graphiques et la plupart des images synthétiques, ainsi que les photographies en noir et blanc. En revanche une photographie couleur de qualité nécessite plus de nuances.

## Prononciation
GIF est un acronyme, cette extension se prononce donc comme un mot complet. La version 8.33 de la FAQ donne la prononciation officielle [dʒif], ce qui donne donc par analogie la prononciation francophone [ʒif] (« gif »). En français, cette prononciation est assez naturelle, puisque la lettre G est la plupart du temps prononcée comme un J devant les lettres E et I (sauf pour certains mots empruntés à l'étranger, tel l'anglicisme gimmick).[réf. nécessaire]

Gif animé

En anglais, cependant le G devant les lettres E et I peut être prononcé de deux façons (par exemple "gift" et "gin"). Cela lança un débat au début des années 2010 sur la prononciation ([gif] ou [dʒif] ("djif") pour les anglophones, ([gif] ou [ʒif] pour les francophones) sur Internet.
L'ex-président des États-Unis Barack Obama a indiqué son choix de [gif] dans un échange télévisé, ce qui cautionne la prononciation la plus répandue en anglais. De son côté, le dirigeant de Compuserve à l'époque de leur création de ce format de fichier, Steve Wilhite, est intervenu pour réaffirmer la prononciation [dʒif]  (« jif ») . Les dictionnaires anglais quant à eux indiquent que les deux prononciations sont possibles.
En 2012, le mot gif a été élu « mot de l’année » pour l’édition américaine du dictionnaire d’Oxford University Press.

## Utilisation sur le Web
En 1993, le navigateur web NCSA Mosaic a été le premier à permettre l'intégration d'images aux pages web : les formats GIF et XBM étaient supportés. Le support du format JPEG a été introduit en 1994 par Netscape Navigator.
Comme expliqué plus haut, le manque de couleurs de GIF le rend peu adapté pour les dégradés très colorés, tandis que la compression avec pertes du JPEG provoque des flous sur les images dessinées directement sur ordinateur. Pour les images fixes, la répartition des rôles est donc : JPEG pour les photographies, GIF pour les images synthétiques.
Cependant, en réaction aux limitations de GIF, et aux exigences de royalties d'Unisys, un nouveau format a été proposé, PNG (Portable Network Graphics, mais si explicitement conçu en concurrent de GIF qu'une plaisanterie réinterprète l'abréviation  en « PNG's Not Gif »). PNG gère 16 millions de couleurs, une variation des degrés de transparence, et a un algorithme de compression plus élaboré, ce qui rend en général les images plus légères qu'en GIF, sans pertes.
PNG a toutefois mis longtemps à s'imposer, car non seulement les navigateurs anciens ne le supportaient pas (son support commence avec Internet Explorer 4), mais les navigateurs censés le supporter avaient de nombreux bugs dans ce domaine, surtout avec la transparence.

### Les GIF animés sur internet
Dans les années 1990, le format GIF était populaire pour produire des effets d'animation. Toutefois de tels effets « flashy » (tout comme l'élément HTML blink (en)) ont ensuite été vus comme lourds et démodés (exemple parodique avec une page utilisant un GIF animé en fond).
Dans les années 2000, Adobe Flash est largement utilisé comme nouveau format d'animation. Il propose des fonctions très supérieures au GIF, surtout d'interactivité (des éléments de l'animation peuvent déclencher des actions en passant la souris ou en cliquant dessus).
Les développeurs de PNG n'ont pas repris cette fonction du GIF. Il existe des variantes animées (MNG et APNG), mais plus rarement supportées par les navigateurs.
Dans les années 2010, le terme GIF revient sur internet, indépendamment du vrai format GIF, pour désigner une vidéo courte, généralement présentée en boucle. C'est généralement le format vidéo MPEG-4 AVC, qui est utilisé en réalité ou plus rarement le format WebM, tous deux bien plus légers à qualité équivalente que le vrai format GIF. Les créateurs de mèmes internet l'utilisent pour des animations humoristiques simples. La confusion est accentuée par l'usage qu'en font les plateformes : en 2014 Twitter dote son site et ses applications mobiles d'un lecteur de "GIF" à l'intérieur des tweets alors qu'il s'agit techniquement d'un lecteur de mp4, codec H.264. En janvier 2016, Telegram ré-encode tous ses fichiers GIF en vidéos MPEG-4 qui nécessitent selon eux "95%  d'espace disque en moins pour la même qualité d'image." mais choisit de continuer d'utiliser le terme "GIF".
Les "GIF" sont un moyen d'expression pour les artistes du net.art. La recherche sur les "GIF" tend désormais à se distancier de celle concernant les mèmes, notamment par rapport à l'usage des "GIF", prompts à permettre l'expression d'état mentaux et émotionnels complexes dans les interactions numériques - une nouveauté qui permet à certains chercheurs de les considérer comme un nouveau langage humain.

### Les plateformes de GIF animés
Depuis la fin de validité du dernier brevet d'IBM concernant le format GIF en 2006, quelques plateformes se sont lancées pour fournir des "GIF" aux réseaux sociaux, messageries, sites web et applications. Comme Twitter, ces plateformes proposent généralement les vidéos au format mp4. Le format GIF véritable est parfois disponible également, mais avec un poids bien supérieur à qualité équivalente.
Le secteur a été dominé pendant un temps par le duopole américain Facebook / Google car la plateforme la plus populaire dans le domaine « Giphy » fut acquise par Facebook en 2020 et la deuxième plateforme du marché « Tenor GIF» fut acquise par Google en 2018. Le 23 mai 2023, Facebook est contraint de revendre Giphy à Shutterstock, à la suite de la décision de l'autorité de la concurrence britannique CMA (Competition and Markets Authority) pour abus de position dominante.
Une autre plateforme de GIF a essayé d’émerger sur le marché, avec une levée de fonds de 10 millions de dollars, il s’agit de Gfycat, acquise par Snapchat en 2020. Le service fermera 3 ans après l'acquisition.
Apple propose également une fonctionnalité GIF dans sa messagerie iMessage depuis iOS 10 mais ne dispose pas de sa propre plateforme, les GIF proviennent en réalité du moteur de recherche Bing.
Au niveau européen, la plateforme Heypster-gif se démarque par son contenu approuvé par une équipe de modération et son respect de la vie privée.

## Droits
En décembre 1994, Unisys, détenteur de deux brevets sur la compression LZW, a soudainement annoncé que les auteurs de logiciels produisant des images GIF devaient payer des royalties.
Le dernier brevet d'Unisys est arrivé à expiration le 20 juin 2003 aux États-Unis, le 18 juin 2004 dans la plupart des pays d'Europe, le 20 juin 2004 au Japon et le 7 juillet 2004 au Canada. Cependant, IBM détenait encore un brevet valide jusqu'au 11 août 2006 aux États-Unis (et peut-être après dans d'autres pays). Le format GIF est dorénavant (depuis au moins 2006) dans le domaine public, il est ainsi possible de l'utiliser librement.

## Annexe